# Thornton Heath
Thornton Heath is een wijk in het Londense bestuurlijke gebied Croydon, in de regio Groot-Londen.

## Geboren

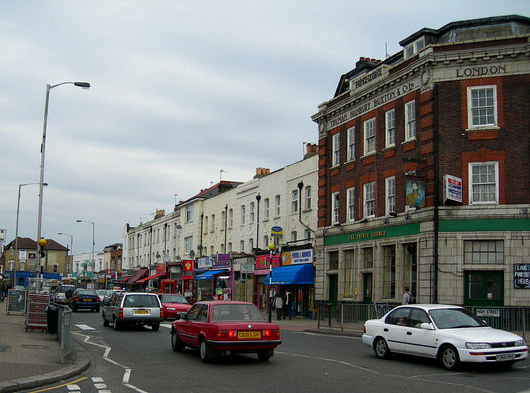
High Street in Thornton Heath

- Mickey Finn (1949-2003), drummer
- Paul Simonon (1955), basgitarist